# Mary Kenneth Keller
Mary Kenneth Keller, sœur de la charité de la Bienheureuse Vierge Marie (née le 17 décembre 1913 à Cleveland et morte le 10 janvier 1985 à Dubuque en Iowa), est une religieuse catholique américaine qui fut enseignante et pionnière dans les sciences informatiques. Elle est la première personne à obtenir un doctorat en informatique aux États-Unis, avec un autre doctorant le même jour.

## Biographie

### Études et engagement religieux
Mary Kenneth Keller est née à Cleveland dans l'Ohio le 17 décembre 1913, de John Adam Keller et Catherine Josephine (née Sullivan) Keller. Elle entre en 1932 à l'âge de 19 ans dans la Congrégation des sœurs de la charité de la Bienheureuse Vierge Marie de Dubuque dans l'État de l'Iowa et prononce ses vœux en 1940. Après son entrée définitive dans la congrégation et en raison de grandes compétences en mathématiques et physiques, elle est autorisée à s'inscrire à l'université. Elle fréquente alors plusieurs universités dans le Michigan et le Wisconsin avant de rejoindre le Dartmouth College (New Hampshire). Elle obtient en 1943 une licence de mathématiques à l'université DePaul, puis en 1953 un master de mathématiques et physique.

### Pionnière de l'informatique

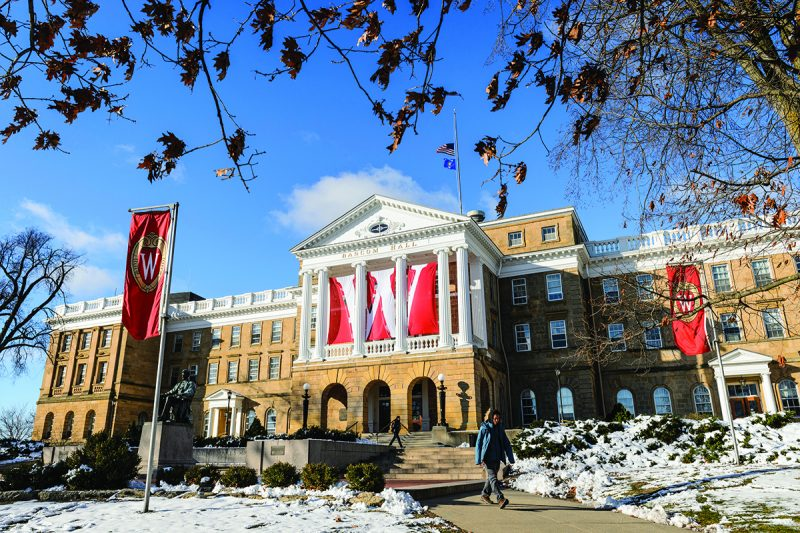
Université du Wisconsin à Madison.

Alors que la profession commence tout juste à se masculiniser, Mary Kenneth Keller participe — avec une douzaine d'autres d'étudiants — au développement du BASIC sous la direction de John George Kemeny et Thomas Eugene Kurtz. Elle obtient en 1965 un doctorat de l'université du Wisconsin à Madison,. Elle enseigne à l'université Clarke à Dubuque dans l'Iowa, et créé un département informatique qu'elle dirige pendant 20 ans, organisant des cours pour adultes mais également pour des mères de familles accompagnées de leurs enfants. Sœur Mary Kenneth Keller meurt le 10 janvier 1985, à 71 ans, à Dubuque.

## Publications
- (en) Mary Kenneth Keller, Inductive Inference on Computer Generated Patterns, University of Wisconsin--Madison, 1965 (lire en ligne)